# فراشة الكسندرا الكبريتية
فراشة الكسندرا الكبريتية أو فراشة الملكة الكسندرا الكبريتية أو فراشة الكبريت الفوق بنفسجية (الاسم العلمي Colias alexandra). نوع فراش من حرشفيات الأجنحة وفصيلة الكرنبيات. توجد في أمريكا الشمالية، ويشمل نطاقها التوزيعي ألاسكا والأقاليم الشمالية الغربية والجنوبية حتى ولاية أريزونا و نيو مكسيكو.